# Temnothorax kipyatkovi
Temnothorax kipyatkovi (лат.) — вид мелких муравьев из рода Temnothorax подсемейства Myrmicinae. Эндемик Индии.

## Распространение
Индомалайская зона. Найден в Индии (Уттаракханд), гнездится в почве в рододендроно-дубовых лесах (Quercus leucotrichophora и Rhododendron arboreum).

## Описание
Небольшие муравьи, размер рабочих варьирует в пределах 2—2,5 мм, самок — 3—4 мм. Голова умеренной длины, ее длина больше ширины и у рабочих составляет 0,6—0,7 мм, у самок — 0,75 мм. Передний край клипеуса выпуклый, плавно округлый, без выемки. Грудь средней длины со слабым метанотальным вдавлением, проподеум с относительно длинными, слабо расширенными в основании зубцами, которые выглядят косо срезанными на концах. Вся голова в грубых сетчатых и продольных морщинках, грудь с боков и сверху с такими же грубыми продольными и сетчатыми морщинками. Грудь и стебелек темно-коричневые, голова и брюшко черно-коричневые, брюшко без светлого пятна у основания.
От всех гималайских видов рода Temnothorax отличается длинными косо срезанными шипами на эпинотуме и грубо скульптурированной головой с сетчатым микрорельефом. Вид близок к Temnothorax kashmirensis, от которого отличается равномерной темно-коричневой окраской и морщинистой головой, а также к Temnothorax rothneyi, в отличие от которого обладает слабым метанотальным вдавлением, длинным скапусом и иной окраской.
Впервые был описан в 2020 году российскими мирмекологами Залимханом Юсуповым, Дмитрием Дубовиковым и Еленой Лопатиной по материалу из Индии.

## Этимология
Вид назван в честь бывшего заведующего кафедрой энтомологии СПбГУ Владилена Евгеньевича Кипяткова, крупного специалиста по циклам развития муравьёв.